# Anthony Giacalone
Anthony Joseph Giacalone (9 janvier 1919 - 23 février 2001), également connu sous le nom de Tony Jack, est une figure du crime organisé italo-américain à Detroit, servant de capo dans le Detroit Partnership. Il est connu du grand public lors des enquêtes des années 1970 sur la disparition de Jimmy Hoffa, car il était l'un des deux membres de la mafia - l'autre étant Anthony Provenzano - avec qui Hoffa avait organisé une rencontre le jour de sa disparition. En 1976, Giacalone est condamné à 10 ans de prison pour fraude fiscale. Il est décédé de causes naturelles le 23 février 2001.